# HH 1/2
HH 1/2 — первые открытые объекты Хербига — Аро, обнаружены Джорджем Хербигом и Гильермо Аро. Расположены на расстоянии около 1500 световых лет (460 парсеков) в созвездии Ориона вблизи NGC 1999. HH 1/2 являются одними из наиболее ярких объектов Хербига — Аро на земном небе и состоят из пары практически противоположно направленных ударных волн, разделённых угловым расстоянием 2,5 угловые минуты (проективное расстояние 1,1 светового года). Пара HH 1/2 стала первыми объектами Хербига — Аро, у которых было обнаружено собственное движение, а HH 2 первым из объектов Хербига — Аро обнаружен в рентгеновских лучах. Некоторые из структур вблизи лидирующего края HH 1, а также ярчайшие узлы в центральной области HH 2 движутся со скоростью около 400 км/с. При сопоставлении снимков области неба от 1994 и 1997 годов были видны изменения яркости отдельных узлов в диффузной области, но эта переменность достигает не более 10 % от общего излучения области.

## Центральная область
Центральная область содержит непрозрачное облако, обладающее релятивистским джетом, а также глубоко погружённой кратной звёздной системой, которая не видна на длинах волн менее 3 микрометров. Впервые объекты были обнаружены при наблюдениях на телескопах Very Large Array, поэтому их назвали VLA 1 и 2. Источник HH 1-2 VLA 1 управляет активностью пары HH 1/2, а источник VLA 2 отвечает за активность пары HH 144/145. В центральной области HH 1/2 может существовать третье истечение, то есть третий объект
Джет в направлении HH 1 виден на оптических изображениях, но струя в направлении HH 2 была открыта в инфракрасной части спектра по наблюдениям телескопа Спитцер.

## Изображения

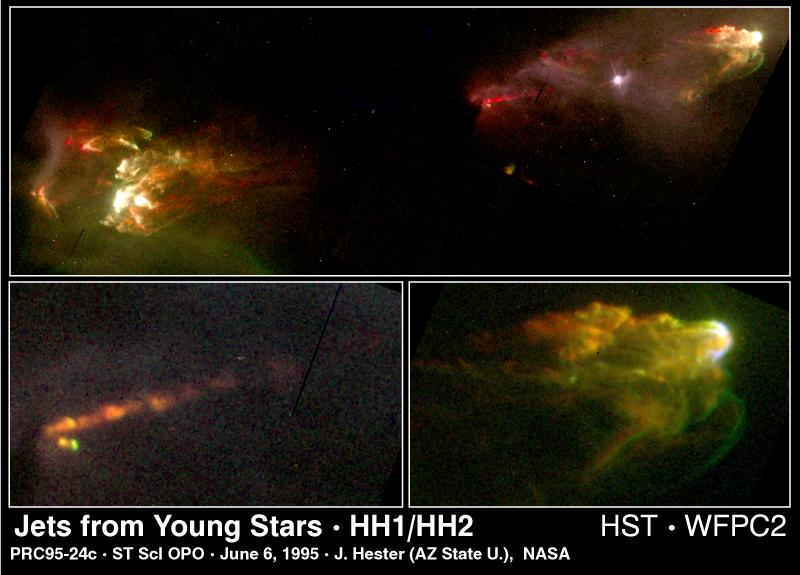
Изображение активной области, полученное телескопом Хаббл. В правой части подробно виден джет.
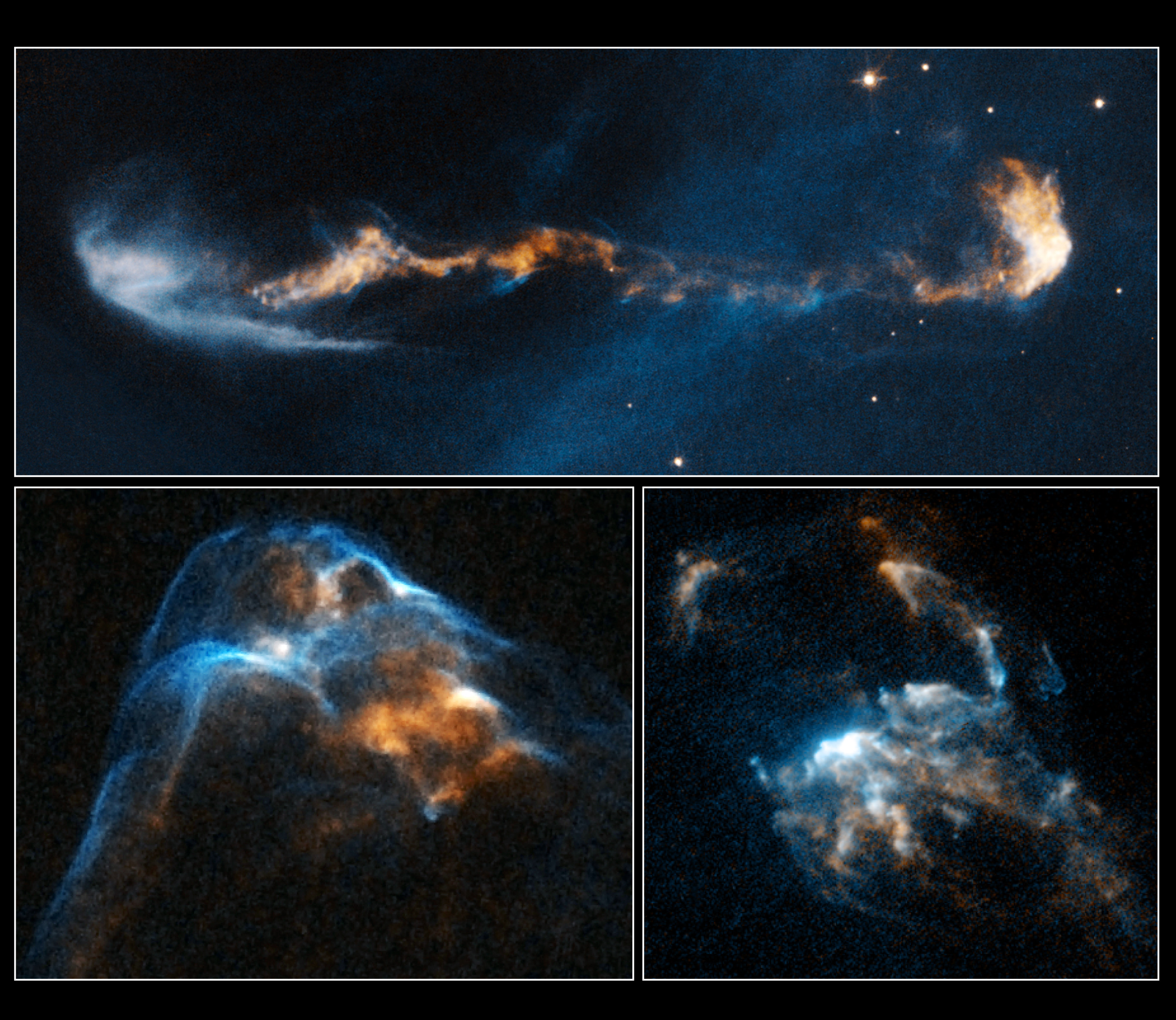
Несколько объектов Хербига — Аро, наблюдавшихся телескопом Хаббл, включая HH 2 справа внизу. HH 47 находится в верхней части, а часть HH 34 видна слева снизу.
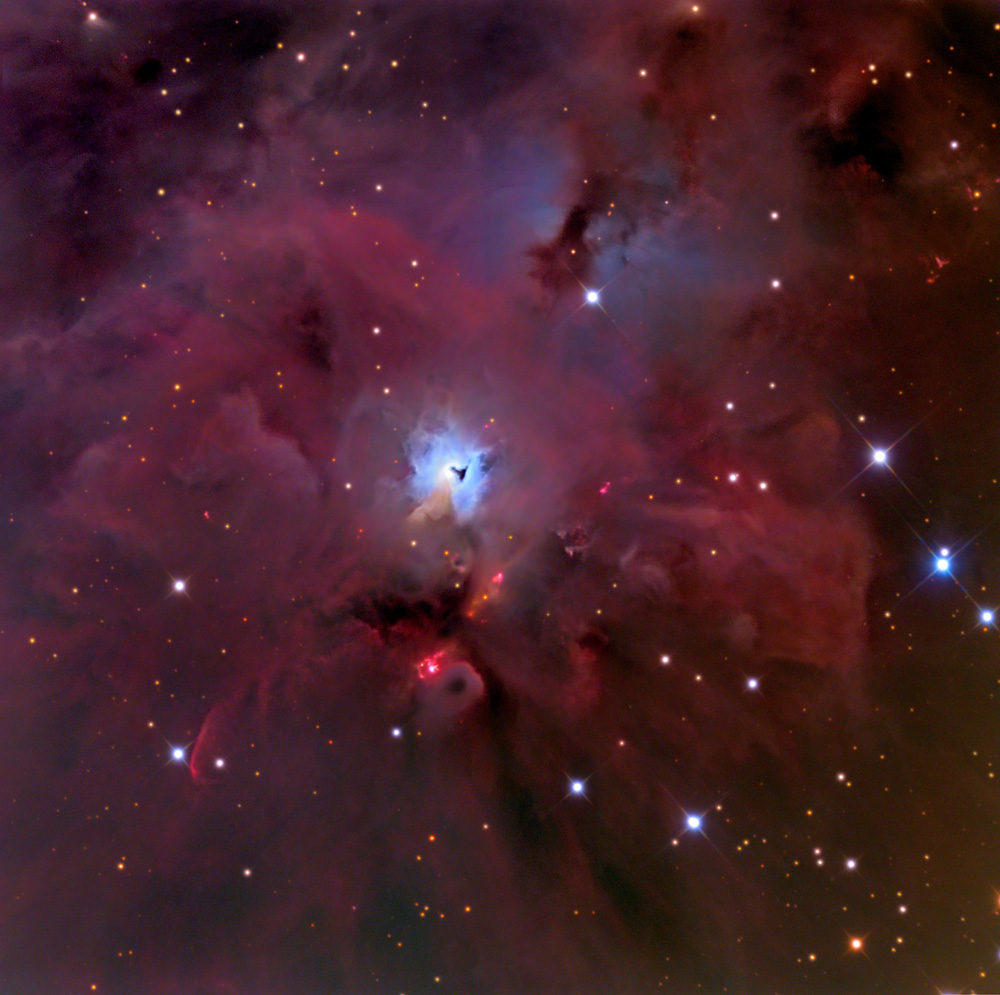
Отражательная туманность NGC 1999 (голубое облако в центре) и HH 1/2 ниже NGC 1999 (небольшие розовые облака).